# おしどり右京捕物車
『おしどり右京捕物車』（おしどりうきょうとりものぐるま）は朝日放送（ABC）と松竹株式会社が制作、TBSテレビ系で放映されたテレビ時代劇。1974年4月4日から9月26日まで、毎週木曜21:00 - 21:55（JST）に放映した。全26話。

## 概要
中村扮する神谷右京とジュディ扮する神谷はなの、
「人間本来無一物。砕けた足も追われた職も、所詮この世の塵芥（ちりあくた）」
「江戸は涙の吹き溜まり。死んだ子供と花一匁。花一匁で何を買う？」
「風に晒した生き様一つ。おしどり血車下請け与力。押して押させぬ横車」
で始まる、悪の罠にかけられ地位、名誉、人としての幸福や身体の自由をも奪われた凄腕の元・北町奉行所与力が、悪への強い執念と妻の献身により、絶望の淵から這い上がろうとする姿と、夫婦の究極の深い愛情が描かれた。本作はプロデューサーの山内久司を始め、『必殺シリーズ』のスタッフによって製作されており、本来は『助け人走る』の後番組として、必殺シリーズに組み込む予定があったという。
主演には『木枯し紋次郎』（1972年、フジテレビ系）で一躍人気俳優となった中村敦夫と、この当時アイドルタレントからの脱却を図っていたジュディ・オングという異色のコンビが起用された。ジュディをはな役に選んだ理由として、山内は自著（『必殺シリーズを創った男』）で背丈が小柄だったことを挙げている。その理由は箱車に座った右京（中村）と並んだ際に顔まで映るよう低身長の女優が望まれたためである。
「官憲の立場にあった主人公がトラブルに遭遇。下半身不随となり、一度は職を辞するものの昵懇の友 秋山から改めて官憲を補助する役職を与えられて活動を継続。主人公をサポートする仲間とのチームで事件を解決する」という基本プロットはアメリカのテレビシリーズ『鬼警部アイアンサイド』とも共通するものだが、家族が一体となって敵に挑む（闘いの上で大きな支えとなる一方で、時には大きな負担ともなり得る）という設定、荒唐無稽ながらもハードなストーリー展開、市井の弱い立場の人々が痛々しく虐げられる描写、装備が施された「手押し車（箱車）」を駆使して毎回繰り広げられる激しいアクションなど、本作品と同時期に映画化、テレビ化され人気を博した劇画『子連れ狼』（原作：小池一夫・小島剛夕）の影響や『必殺シリーズ』と共通する要素も多く見出す事が出来る。演出陣の一人である三隅研次は若山富三郎主演の映画版『子連れ狼シリーズ』全6作品中4作品の監督を務めた実績がある。

タイトルは「おしどり（おしどり夫婦）」に由来しており、エンディングではおしどりの映像が使用されている。各話のサブタイトルは全て、漢字一文字で統一されている。
2003年12月よりキングレコードからDVDソフトが発売された（全7枚、DVD-BOXはなし）。
2017年1月には、ベストフィールドからHDデジタルリマスター版の6枚組DVD-BOXが発売された（販売元：TCエンタテインメント）。

## 作品内容
北町奉行所の与力・神谷右京（中村敦夫）は、悪人を容赦なく追い詰め、下手人として捕らえるためには手段を選ばないことから、“北町の虎”と呼ばれ恐れられていた。だがある日、兇賊・野洲の萬蔵（遠藤太津朗）一味の罠にはめられ、崩れた丸太の下敷きにされ下半身不随となり、奉行所を解雇される。執拗な手は、愛妻・はな（ジュディ・オング）の仕事先にも及び、脅しをかけてはなをも解雇させ住居を奪い去り愛猫すら容赦なく惨殺される。全て奪われ身籠っていたはなは心労から流産する。
何もかも失い身を寄せた寺で江戸を離れようと決めた右京だったが、悪に対する憎しみは断ち難く坊主くずれの観念（下條アトム）が移動用にと作り上げた「手押し車」と、密かに鍛練を続け身につけた鞭の腕で、悪人退治の仕事を請け負う「下請け与力」となり、江戸に残ることを決意。右京の決意を受け入れたはなの押す手押し車に乗り、鞭をしならせ悪人を闇に葬っていく。
- 手押し車の持ち手には自転車のハンドブレーキの原理が応用されている。これを設計したのは演出の三隅研次。
- 鞭の先端には、刃物が取り付けられている。また、押し車には近接戦用に刀が装備されている。
- 「下請け与力」の仕事は、かつての同僚（北町奉行所の与力）秋山左之介（前田吟）が斡旋する事が多い（奉行所で手に余る事件など）。
- 仕事料は原則として一両。立場が変わった際、事件後に「一両では安い」旨を秋山が述べた事がある。

## キャスト
- 神谷右京 … 中村敦夫
- 神谷はな … ジュディ・オング
- 秋山左之介 … 前田吟
- 秋山志津 … 金井由美
- 音三 … 太田博之
- 観念 … 下條アトム
- おふく … 中原早苗 （第9、14、16、26話）
- 念海 … 南部彰三
- 岡っ引 亀造 … 中井啓輔
- 岡っ引 庄十 … 村松克己
- オープニング ナレーション（口上）

語り … 伊丹十三（第1話のみ）
　　　　　内藤武敏、中山千夏（第2話以降）
作 … 池田雅延
池田は『暗闇仕留人』のオープニング ナレーションを手掛けた。
題字ならびに毎回のサブタイトルは、必殺シリーズと同じく糸見渓南が手掛けた。
- オープニング ナレーションは第1話のみ、現代社会の映像（サラリーマンの通勤風景、若者で賑わう歩行者天国、列車転覆事故、学生デモを警戒する機動隊、火災現場など）をバックに、これから主人公に襲いかかる苦難を暗示した内容である。これは地上波テレビ東京の再放送とCSでカットされた幻のバージョンでDVD収録で本放送以来、29年振りに日の目をみた。第2話から従来のバージョンとなったが、第12話のみ異なるテイクとなっている。

## 主題歌
- 「愛は夕日に燃えて」　
  - 作詞：悠木圭子　作曲：鈴木淳　編曲：竜崎孝路　唄：藤木竜
  - 発売：ポリドールレコード（現・ユニバーサルミュージック）

## スタッフ
- プロデューサー：山内久司、杉本宏（朝日放送）・櫻井洋三（松竹）
- 脚本：サブタイトルリスト参照
- 音楽：鈴木淳
- 監督：サブタイトルリスト参照
- 制作協力：京都映画株式会社（現・株式会社松竹京都撮影所）
- 制作：朝日放送、松竹株式会社

## サブタイトルリスト
「放映年月日」は朝日放送のもの。
| 話数 | サブタイトル    | 放映年月日 （1974年） | 脚本       | 監督     | 主なゲスト |
| ---- | --------------- | --------------------- | ---------- | -------- | --- |
| 1    | 鞭 （むち）     | 4月4日                | 野上龍雄   | 三隅研次 | 遠藤太津朗（万蔵）、室田日出男（伊太八）、藤木敬士（お役者 常）、 キャストロールでは花岡秀樹実演は志賀勝（半次）-万蔵の次子                          |
| 2    | 炎 （ほのお）   | 4月11日               | 安倍徹郎   | 工藤栄一 | 入川保則（滝蔵）、吉行和子（お貞）、草薙幸二郎（弥吉）、汐路章（半田）                                                                               |
| 3    | 讐 （かたき）   | 4月18日               | 安倍徹郎   | 工藤栄一 | 天津敏（浅造）、工藤堅太郎（三次）、南部彰三(念海)、西田良(日源)、山本一郎(文吉)                                                                     |
| 4    | 妖 （よう）     | 4月25日               | 横光晃     | 三隅研次 | 森次晃嗣（源次）、水原英子（せん）、多々良純（佐八）、大林丈史（仁蔵）                                                                               |
| 5    | 蹄 （ひづめ）   | 5月2日                | 松田司     | 松野宏軌 | 菅貫太郎（津南藩士・蔵橋）、織本順吉（同心・飯坂）、 南風洋子（飯坂の妻・ふさ）、深江章喜（馬喰・雷）、 牧冬吉（馬喰・狼）、石山雄大（馬喰・青尻）   |
| 6    | 奪 （うばう）   | 5月9日                | 大工原正泰 | 蔵原惟繕 | 御木本伸介（深瀬弥十郎）、山本麟一（政五郎） |
| 7    | 忍 （しのび）   | 5月16日               | 井出雅人   | 蔵原惟繕 | 佐藤慶（藤原弥左衛門）、真屋順子（およう）、江幡高志（金方役）                                                                                       |
| 8    | 囲 （かこむ）   | 5月23日               | 大工原正泰 | 松野宏軌 | 柴田美保子（ちよ）、草野大悟（万吉）、金井大（貸元・勘次郎）                                                                                         |
| 9    | 妬 （やく）     | 5月30日               | 大工原正泰 | 田中徳三 | 江戸屋猫八（近江屋八兵衛）、伊達三郎（金造）、木村元（弥五郎）                                                                                       |
| 10   | 爆 （ばく）     | 6月6日                | 岩間芳樹   | 西村大介 | 寺田農（喜作）、三条泰子（おたつ）、安部徹（甲州屋市兵衛）                                                                                           |
| 11   | 変 （かわる）   | 6月13日               | 岩元南     | 松野宏軌 | 三島ゆり子（お時）、藤岡重慶（金八）、内田勝正（銀六）                                                                                               |
| 12   | 簪 （かんざし） | 6月20日               | 横光晃     | 佐伯孚治 | 黒部進（門太）、戸部夕子（さわ）、村松克己（庄十）                                                                                                   |
| 13   | 砲 （ほう）     | 6月27日               | 横光晃     | 松野宏軌 | 中尾彬（長安）、松本留美（きわ） |
| 14   | 殺 （ころす）   | 7月4日                | 大工原正泰 | 佐伯孚治 | 石山律雄（峯吉）、市原悦子（おりん）、入江慎也（赤津）                                                                                               |
| 15   | 虜 （とりこ）   | 7月11日               | 横光晃     | 松野宏軌 | 浜村純（清造）、根岸一正（仁助） |
| 16   | 闇 （やみ）     | 7月18日               | 松田司     | 佐伯孚治 | 岸田森（伊賀）、阿藤海（袈裟三）、富川澈夫（お役者 常）                                                                                              |
| 17   | 破 （やぶる）   | 7月25日               | 岩元南     | 大洲齋   | 天草四郎（陣内）、長谷川弘（黒兵衛）、今出川西紀（さよ）                                                                                             |
| 18   | 燃 （もえる）   | 8月1日                | 大工原正泰 | 西村大介 | 田島令子（おきぬ）、椎谷建治（のっぽ） |
| 19   | 眩 （くらむ）   | 8月8日                | 横光晃     | 大洲齋   | 磯村みどり（ちか）、江見俊太郎（白金屋）、牧冬吉（佐吉）、 梅津栄（同心・田中）、小鹿番（そば屋）                                                    |
| 20   | 怨 （うらむ）   | 8月15日               | 岩元南     | 工藤栄一 | 殿山泰司（与兵衛）、川崎あかね（おみね）、 宮部昭夫（儀助）、加賀邦男（吉野屋）                                                                      |
| 21   | 怒 （いかる）   | 8月22日               | 大工原正泰 | 工藤栄一 | 常田富士男（玉次郎）、黒沢のり子（おせき）、 青木義朗（鵜殿新兵衛）、 五味龍太郎（速水）、外山高士（近江屋） ※秋山・主人公編                         |
| 22   | 峠 （とうげ）   | 8月29日               | 松田司     | 工藤栄一 | 岡田英次（倉田総三）、弓恵子（お蓮）、南原宏治（秩父の虎熊）、 成瀬正孝（旅の侍）、香月京子（結城屋の妻）、 吉本真由美（繭売りの女） ※はな・主人公編 |
| 23   | 穴 （あな）     | 9月5日                | 大野武雄   | 太田昭和 | 石橋蓮司（三木竜冶）、原口剛（北村冬樹）、田口計（大原宗源）                                                                                         |
| 24   | 轟 （ごう）     | 9月12日               | 岩間芳樹   | 太田昭和 | 菅貫太郎（沢井光三郎）、泉晶子（沢井とく）、 服部妙子（お品）、横光勝彦（庄作）、江幡高志（伊勢勝）                                                  |
| 25   | 櫛 （くし）     | 9月19日               | 松田司     | 田中徳三 | 宍戸錠（風間源十郎）、大関優子（おとき）、佐々木剛（千吉）、 柳沢真一（馬五郎）、五味龍太郎（森勘三）、山口朱美（遊女）                              |
| 26   | 愛 （あい）     | 9月26日               | 佐々木守   | 西村大介 | 神田隆（越後屋）、村松克己（庄十） |

### 中村敦夫の一時番組離脱
撮影が終盤に差し掛かった1974年7月、右京役の中村敦夫は、『モーニングジャンボJNNニュースショー』（現在の『THE TIME,』枠）の1コーナー「パスポート4」で、革命15周年のキューバを取材するため、1ヶ月間、本作から離れた。
スタッフは、はな、秋山をメインにした話を作り、右京の出番を減らして中村敦夫の不在を切り抜けた。

### CS放送
- 2004年10月より2005年3月まで、ホームドラマチャンネルで放送。
- 2008年3月11日より4月16日まで、時代劇専門チャンネルで放送。
- 2015年1月6日より、時代劇専門チャンネルで放送。

## 前後番組
| TBS系 木曜21時台（当時はABCの制作枠） | TBS系 木曜21時台（当時はABCの制作枠） | TBS系 木曜21時台（当時はABCの制作枠） |
| 前番組                                | 番組名                                | 次番組                                |
| ------------------------------------- | ------------------------------------- | ------------------------------------- |
| 新十郎捕物帖・快刀乱麻                | おしどり右京捕物車                    | 斬り抜ける                            |